# Ernst Leipprand
Ernst Leipprand (* 6. Mai 1905 in Ulm; † 4. September 1942 in Russland) war ein deutscher Historiker und Bibliothekar.

## Leben und Wirken
Ernst Leipprand war am 6. Mai 1905 in Ulm als Sohn des Militärarztes und ab 1921 Regierungsmedizinalrates Gustav Leipprand (1872–1957) und Klara geb. Bahr (geb. 1882) geboren. Er hatte eine ältere Schwester namens Martha Elisabeth (geb. 1903).
Nach dem Abitur am Humanistischen Gymnasium Tübingen im Frühjahr 1923 studierte er an der dortigen Eberhard-Karls-Universität, an der Maximilianuniversität München (1925) und an der Alma Mater Rudolphina in Wien, Geschichte, English und Germanistik. Seit dem Studium war er Mitglied der Studentenverbindung Saxonia Tübingen. 1928 promovierte er zum Dr. phil. an der Philosophischen Fakultät der Universität Tübingen mit der Untersuchung über „Treitschkes Stellung zur England“.
Anschließend, im Oktober dieses Jahres begann er seine bibliotheks-wissenschaftliche Ausbildung als Referendar an der Universitätsbibliothek Tübingen, die er in der Preußischen Staatsbibliothek Berlin 1930 mit der Fachprüfung für den höheren Bibliotheksdienst abschloss. Seit Beginn der dreißiger Jahre machte sich Leipprand, der zunächst weitere ideengeschichtliche Studien über Treitschke veröffentlichte, in der Fachwelt bei den Diskussionen über Katalogfragen und den Deutschen Gesamtkatalog einen Namen.
1936 wurde er als Bibliotheksassessor an das Wissenschaftliches Forschungs Institut (AWI), eine 1935 gegründete Denkfabrik der Deutschen Arbeitsfront (DAF) in Berlin, beurlaubt und baute dort bis Juli 1938 aus den etwa 300.000 übernommenen Exemplaren der Gewerkschafts- und Angestelltenbüchereien die Zentralbücherei (Bibliothek) des AWI auf. Im August kehrte Leipprand, der in der Ungererstr. 56/3 in Tübingen mit seiner Familie lebte, an die Universitätsbibliothek seiner Wahlheimat zurück als stellvertretender Direktor unter Georg Leyh (1921–1947).
Im November 1939 meldete sich der bereits 34-jährige Leipprand freiwillig zur Wehrmacht. Nach einem kurzen Aufenthalt als Besatzungstruppe in Frankreich wurde seine Einheit, die 98. Infanterie-Division, im Juli 1941 an den Zentralabschnitt der Ostfront verlegt (Heeresgruppe Mitte) und nahm an der Schlacht um Kiew teil. Im Oktober 1941 kämpfte sie bei Brjansk und Kursk, wo sie 1942 an schweren Gefechten teilnahm, anschließend war sie bei Woronesch und Gschatzk beteiligt und im Herbst im Frontbogen von Rschew unter der Leitung von Generalleutnant Friedrich Zickwolff im Einsatz. Nachdem seine Einheit schwere Verluste erlitten hatte, wurde am 24. August 1942 unter Leitung von Generalleutnant Friedrich Karst eine Einsatztruppe gebildet („Kampfgruppe Karst“) um die Lücke der Deutschen Hauptverteidigungslinie im Upolozy-Novgorod Gebiet, etwa 63 Kilometer südöstlich des Ilmensees, zu schließen und dann diesen Sektor zu verteidigen. Dort ist Ernst Leipprand am 4. September 1942 als junger Offizier gefallen. Bis kurz vor seinem Einsatz in Russland hatte er an einer Habilitationsschrift zum Erwerb der Lehrberechtigung an einer wissenschaftlichen Hochschule gearbeitet, die posthum 2008 veröffentlicht wurde. Er hinterließ seine Frau und eine Tochter in Tübingen.
Ein Teilnachlass mit Werkmanuskripten und Briefen befindet sich in der Universitätsbibliothek Tübingen (Signatur: Mn 47).

## Schriften
- Treitschkes Stellung zu England, Kohlhammer, Stuttgart 1928 (Dissertation Universität Tübingen).
- Kooperationsbestrebungen im modernen englischen Bibliothekswesen. In: Zentralblatt für Bibliothekswesen, Jg. 48 (1931), S. 602–627.
- Treitschke im englischen Urteil, Kohlhammer, Stuttgart 1931.
- Heinrich von Treitschke im deutschen Geistesleben des 19. Jahrhunderts, Kohlhammer, Stuttgart 1935.
- Der Nachlaß von Friedrich Theodor und Robert Vischer in der UB Tübingen. In: Zentralblatt für Bibliothekswesen, Jg. 52 (1935), S. 484–496.
- Der 32. Deutsche Bibliothekartag in Dresden vom 4.–7. Juni 1936. In: Zentralblatt für Bibliothekswesen, Jg. 53 (1936), S. 373–376.
- Fragen der Ausbildung für den wissenschaftlichen Bibliotheksdienst. In: Zentralblatt für Bibliothekswesen, Jg. 53 (1936), S. 490–502.
- Die Zentralbücherei der Deutschen Arbeitsfront. In: Zentralblatt für Bibliothekswesen, Jg. 55 (1938), S. 88–90.
- Deutsche und Tschechen im Zeitalter des Dreißigjährigen Krieges. Ein Nationalitätenproblem, Deutscher Wissenschaftsverlag, Baden-Baden 2008, ISBN 978-3-935176-87-3 (geplante Habilitationsschrift).
- Briefe an seine Freunde Otto Thies und Martin Schnetter aus den Kriegsjahren 1940 bis 1942, hrsg. von Eckart Leipprand, Trier 2009.
- Briefwechsel unserer Eltern zwischen Heimat und russischer Kriegsfront 1/42 – 9/42. Die letzten 9 Monate, hrsg. von Eckart Leipprand, Trier 2009.